# Santa Cruz Capulálpam
Santa Cruz Capulálpam är en ort i Mexiko.   Den ligger i kommunen San Miguel Tequixtepec och delstaten Oaxaca, i den sydöstra delen av landet, 260 km sydost om huvudstaden Mexico City. Santa Cruz Capulálpam ligger 2 087 meter över havet och antalet invånare är 135.
Terrängen runt Santa Cruz Capulálpam är huvudsakligen kuperad, men norrut är den platt. Runt Santa Cruz Capulálpam är det glesbefolkat, med 14 invånare per kvadratkilometer. Närmaste större samhälle är San Miguel Tequixtepec, 7,3 km nordost om Santa Cruz Capulálpam. Trakten runt Santa Cruz Capulálpam består i huvudsak av gräsmarker.